# Bonannia graeca
Bonannia graeca är en växtart i släktet Bonannia och familjen flockblommiga växter.
Arten är en perenn förekommer i södra Italien, på Sicilien och i södra Grekland. Den beskrevs först av Carl von Linné och fick sitt nu gällande namn av Eugen von Halácsy. Den är ensam art i släktet Bonannia, som därför är monotypiskt.